# Graceville (Florida)
Graceville es una ciudad ubicada en el condado de Jackson en el estado estadounidense de Florida. En el Censo de 2010 tenía una población de 2.278 habitantes y una densidad poblacional de 199,22 personas por km².

## Geografía
Graceville se encuentra ubicada en las coordenadas 30°57′37″N 85°30′46″O / 30.96028, -85.51278. Según la Oficina del Censo de los Estados Unidos, Graceville tiene una superficie total de 11.43 km², de la cual 11.15 km² corresponden a tierra firme y (2.47%) 0.28 km² es agua.

## Demografía
Según el censo de 2010, había 2.278 personas residiendo en Graceville. La densidad de población era de 199,22 hab./km². De los 2.278 habitantes, Graceville estaba compuesto por el 70.5% blancos, el 24.28% eran afroamericanos, el 0.53% eran amerindios, el 0.18% eran asiáticos, el 0.13% eran isleños del Pacífico, el 1.8% eran de otras razas y el 2.59% pertenecían a dos o más razas. Del total de la población el 4.17% eran hispanos o latinos de cualquier raza.